# Hermosa (Dakota del Sud)
Hermosa è un comune degli Stati Uniti d'America, situato in Dakota del Sud, nella contea di Custer.